# Vällingby Centrum

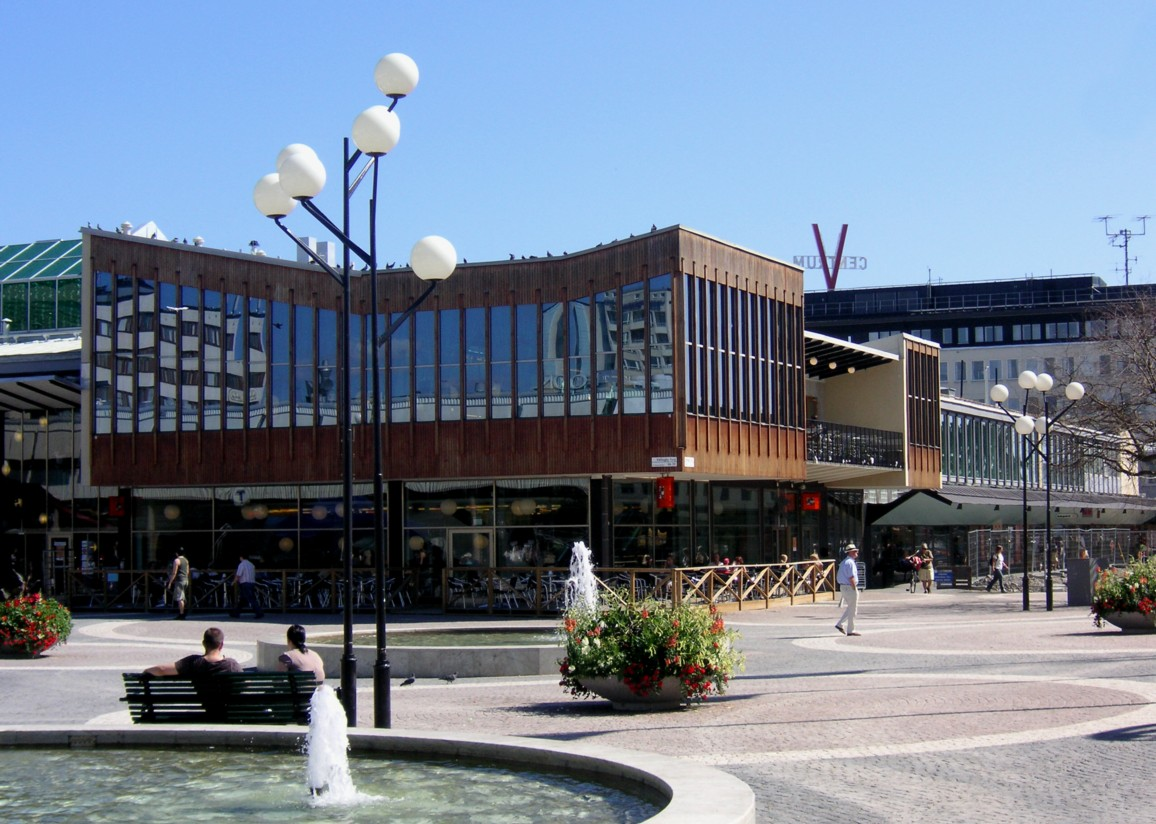
Vällingby Centrum på sommaren 2007.

Vällingby Centrum (2008-2017 under namnet Vällingby City), ligger i stadsdelen Vällingby i Vällingby församling i Västerort inom Stockholms kommun och var en internationell förebild för den moderna centrumanläggningen när den stod klar 1954. I början av 2000-talet renoverades centret och byggdes ut. Det återinvigdes våren 2008  under det nya namnet Vällingby City. Det allmännyttiga bostadsföretaget Svenska Bostäder äger Vällingby Centrum. Namnet City togs bort i september 2017.

## Historia

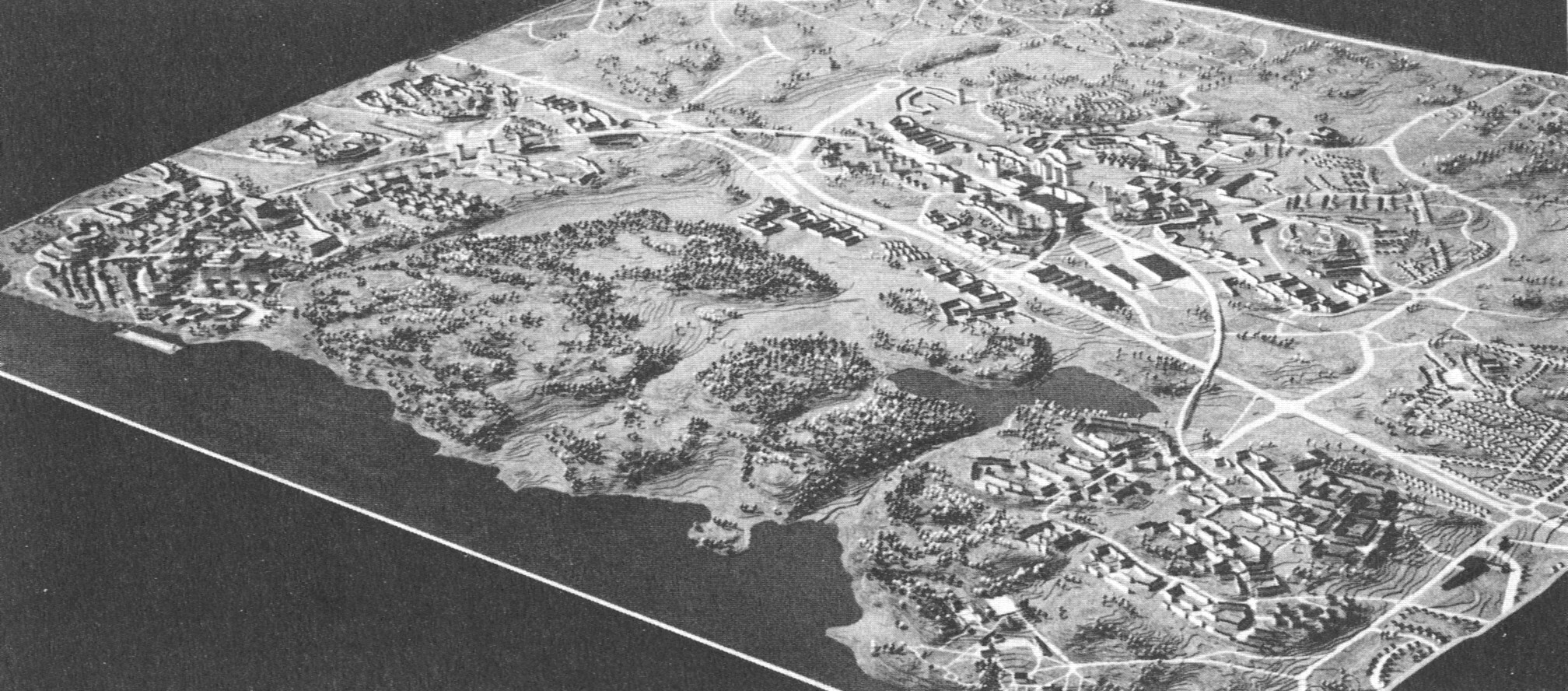
Modellen för "Vällingbygruppen" med Blackeberg i förgrunden, Råcksta och Vällingby i mitten samt Hässelby strand längst till vänster

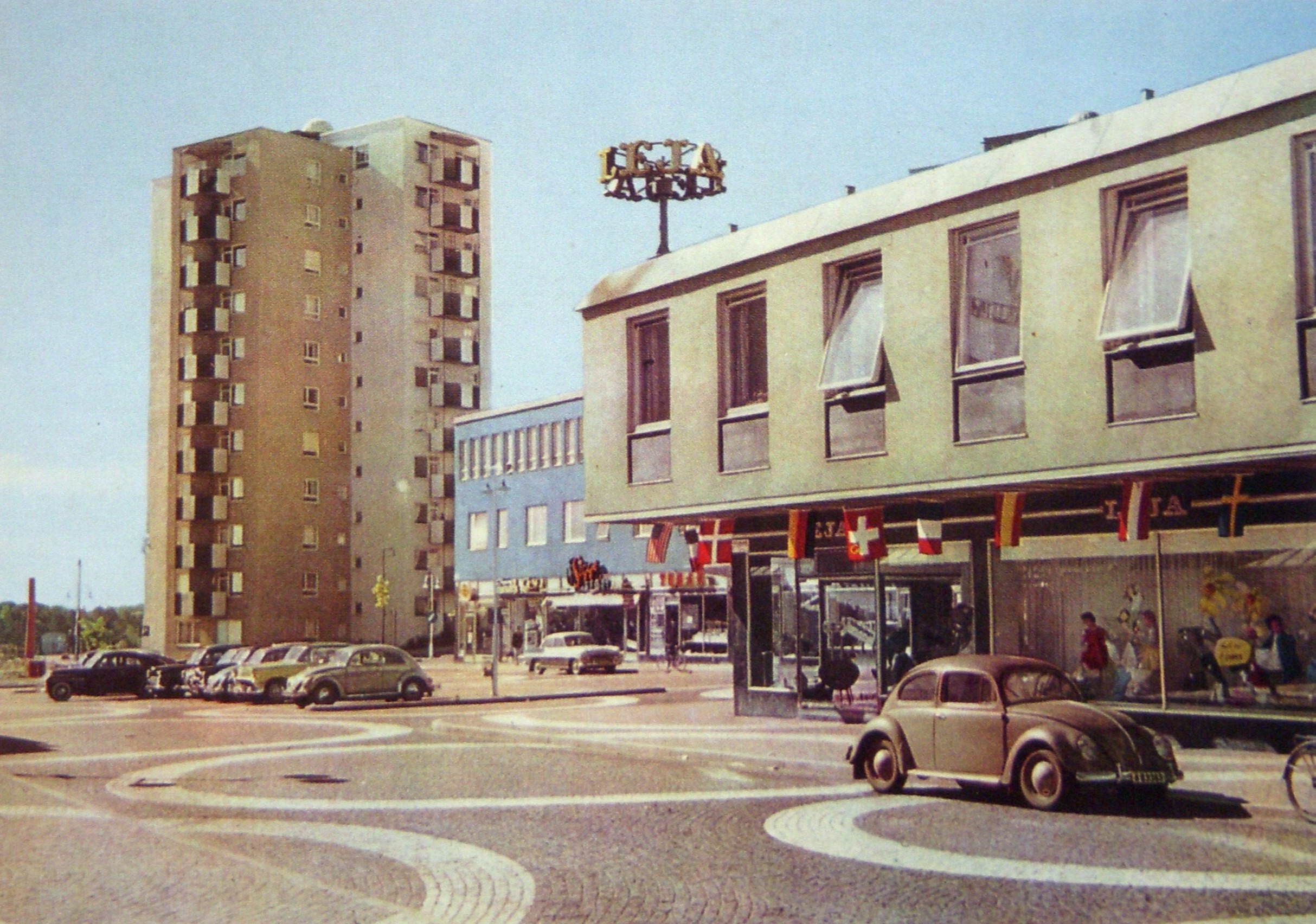
Nybyggda Vällingby på 1950-talet

### Bakgrund
Vällingby Centrum var det första stora försöket att skapa ett alternativ till Stockholms city, långt utanför storstaden, ”på den gröna ängen”. Idén, som var ny i Europa, innebar att skapa självständiga så kallade satellitstäder runt storstäderna, som själva hade ”vuxit färdigt”. Vällingby centrum dimensionerades ursprungligen för omkring 26 000 invånare, men konceptet visade sig så framgångsrikt att antalet boende redan efter tio år hade fördubblats. Det berodde till stor del på att tunnelbanan fanns färdig, och att alla sociala och kulturella inrättningar var klara, när de första familjerna flyttade in.

### Genomförande
Det moderna Vällingby och dess centrum växte fram från 1950. Det kommunala bolaget Svenska Bostäder ledde byggandet. Vällingby skulle vara en så kallad ABC-stad med arbetsplatser, bostäder och centrum. Centret invigdes den 14 november 1954 av Carl Albert Anderson och man ansåg då att det i praktiken inte fanns någon anledning för de boende att åka till centrala Stockholm. Det var också så det fungerade under de första åren.
Arkitekterna Backström och Reinius
hade fått uppdraget att utforma det nya centret. Här tillämpade de idéer från USA med varierande volym- och fasadgestaltning i olika material. Nu var inte kyrkan längre ”mitt i byn” utan köptemplen. I centret byggde man affärshus i flera låga byggnader och butikerna var då Sveriges modernaste. Under skyddande, långt utkragade skärmtak, kunde man flanera längs skyltfönstren även i dåligt väder. Vällingby centrum blev en förebild för många inhemska och utrikiska stadscentrumanläggningar och arkitekter från hela världen vallfärdade dit. Som en direkt uppföljare, söder om Stockholm, kom Farsta Centrum (1956–1960), även det ritat av Backström och Reinius.

#### Arkitekter och formgivare
- för Vällingby centrum: Backström & Reinius,
- för Tunnelbanestationen: Arkitektkontor Ahlgren-Olsson-Silow,
- för den mycket strama Sankt Tomas kyrka från 1959 svarade arkitekt Peter Celsing,
- gångvägarna är konstnärligt utförda i cirkelformade stenpartier av Erik Glemme,
- för modevaruhuset K-fem från år 2000: Gert Wingårdh.

## Idag och framgent
På 1960-talet utvidgades Vällingby centrum längs Ångermannagatan. Under de senaste åren har man restaurerat centret, bland annat har fasaden på biografen Fontänen återställts. Biografen heter nu Filmstaden Vällingby då en rättstvist hindrar SF Bio AB, som äger biografen, att använda namnet. Neonskylten med det gamla namnet finns emellertid kvar på byggnaden. Namnet Fontänen är det som befolkningen i Vällingby använder till vardags.
Våren 2008 återinvigdes det som Vällingby city efter en om- och tillbyggnadsperiod som varat i fem år och som kostat totalt tre miljarder att genomföra. Resultatet har blivit en upprustad stadskärna där den berömda 1950-talsmiljön bevarats, samtidigt som ny modern arkitektur tillkommit. En av de nya byggnaderna, K-fem ritad av Gert Wingårdh, utsågs 2008 till Världens bästa byggnad för shopping på World Architecture Festival i Barcelona,  och fick Svenska Ljuspriset 2008 och Nordiska Ljuspriset 2010.. Efter renoveringen 2008 bytte Vällingby Centrum namn till Vällingby City.Namnet är dock ej officiellt godkänt av kommunens namnberedning varför det officiella namnet fortfarande är Vällingby Centrum. Namnet city kan ses som ett samlingsnamn på butikerna i området. 2017 bytte ägarna tillbaka namnet till Centrum.
Butiksytan har utökats med 70 procent.
TV-serien Välkommen åter som sändes på TV4 under hösten/vintern 2010 spelades in i Vällingby Centrum.

## Bildgalleri
Historiska bilder

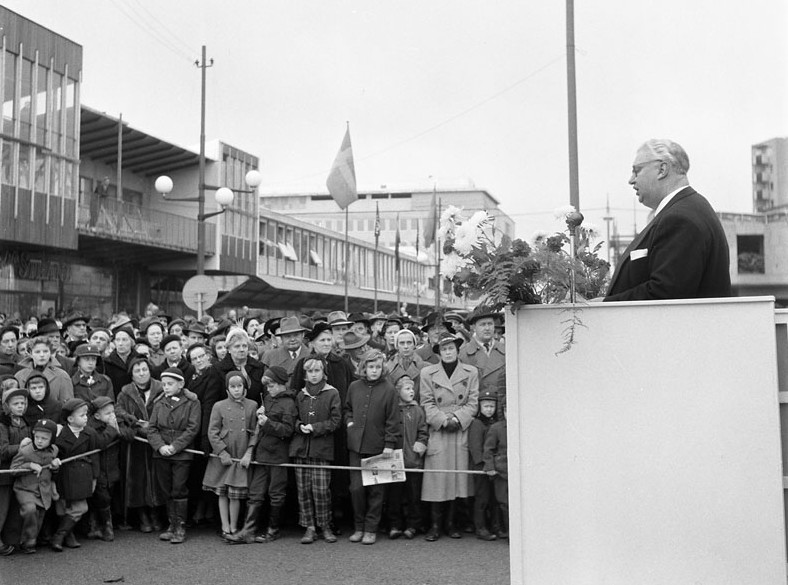
Invigningen 1954
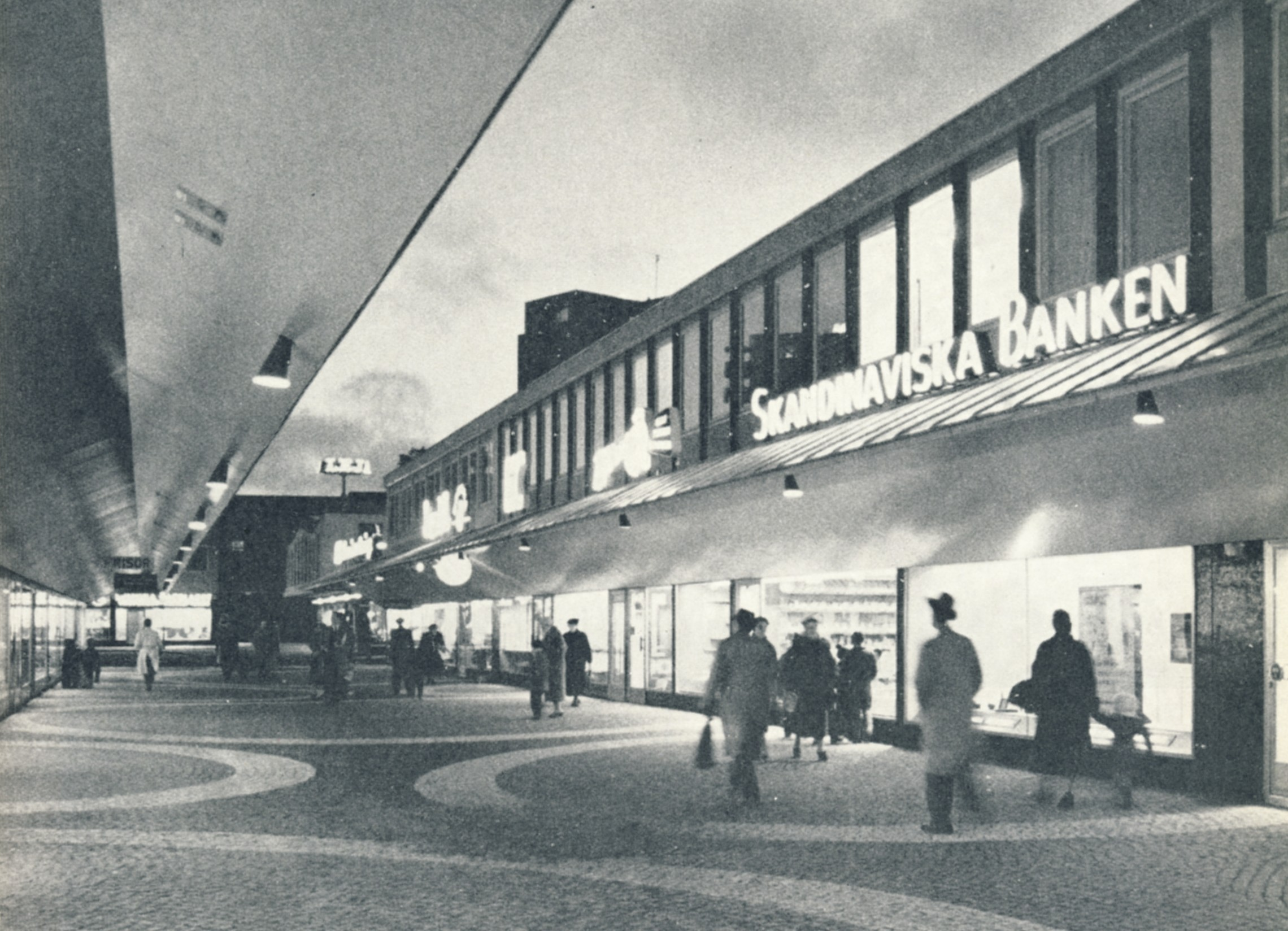
Vällingby centrum 1956
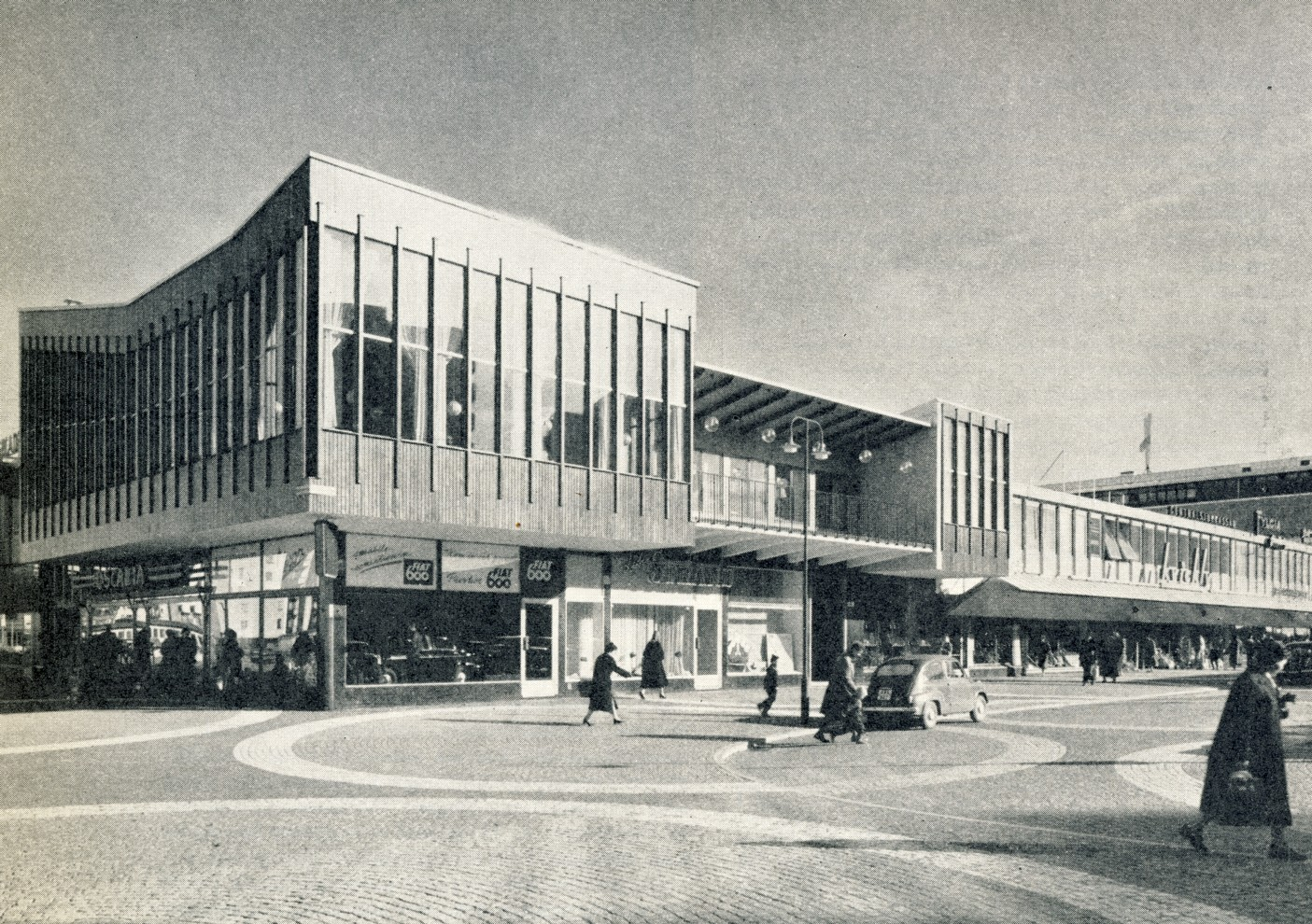
Vällingby centrum 1956
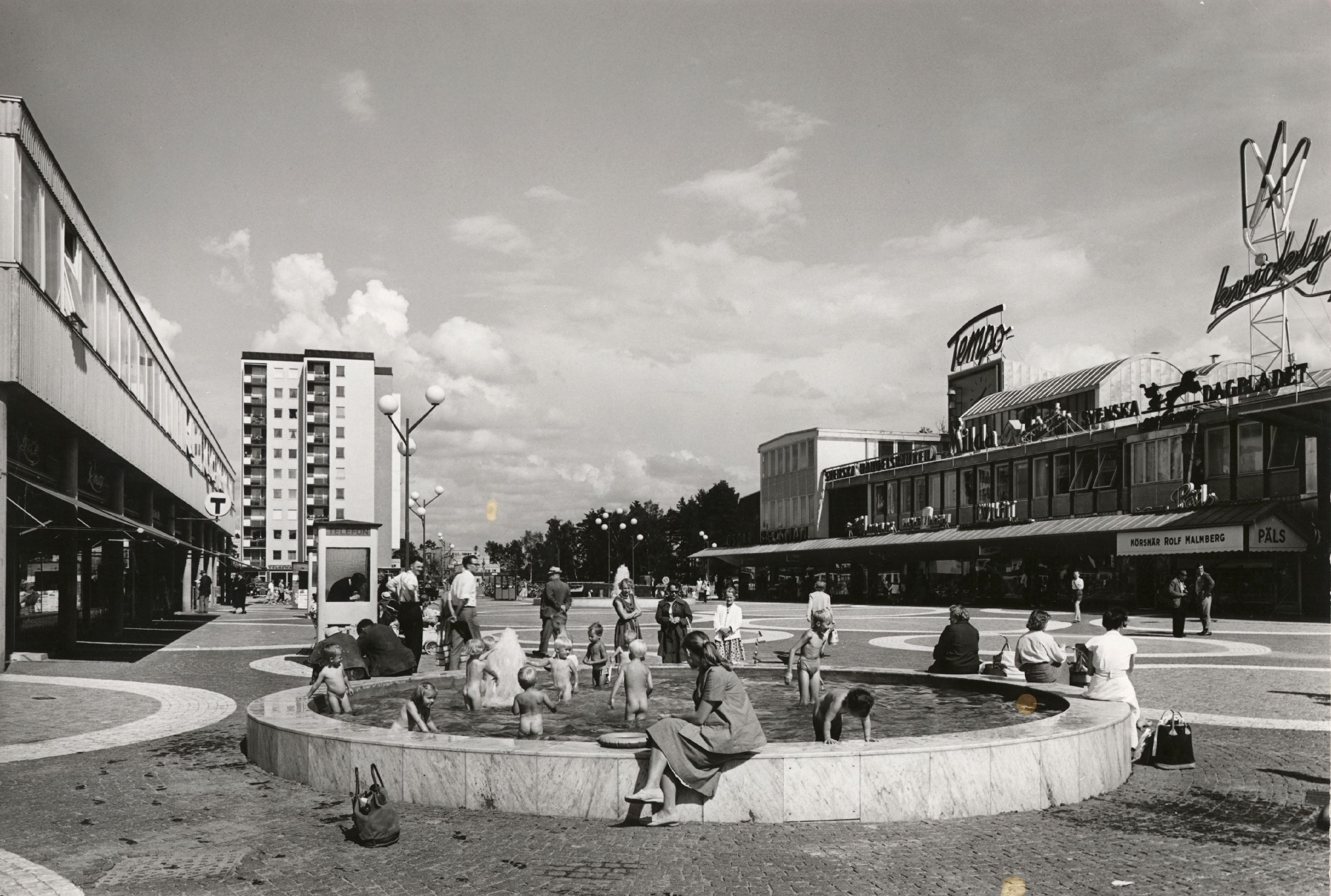
Vällingby centrum 1956

Vällingby Centrum, sommaren 2007

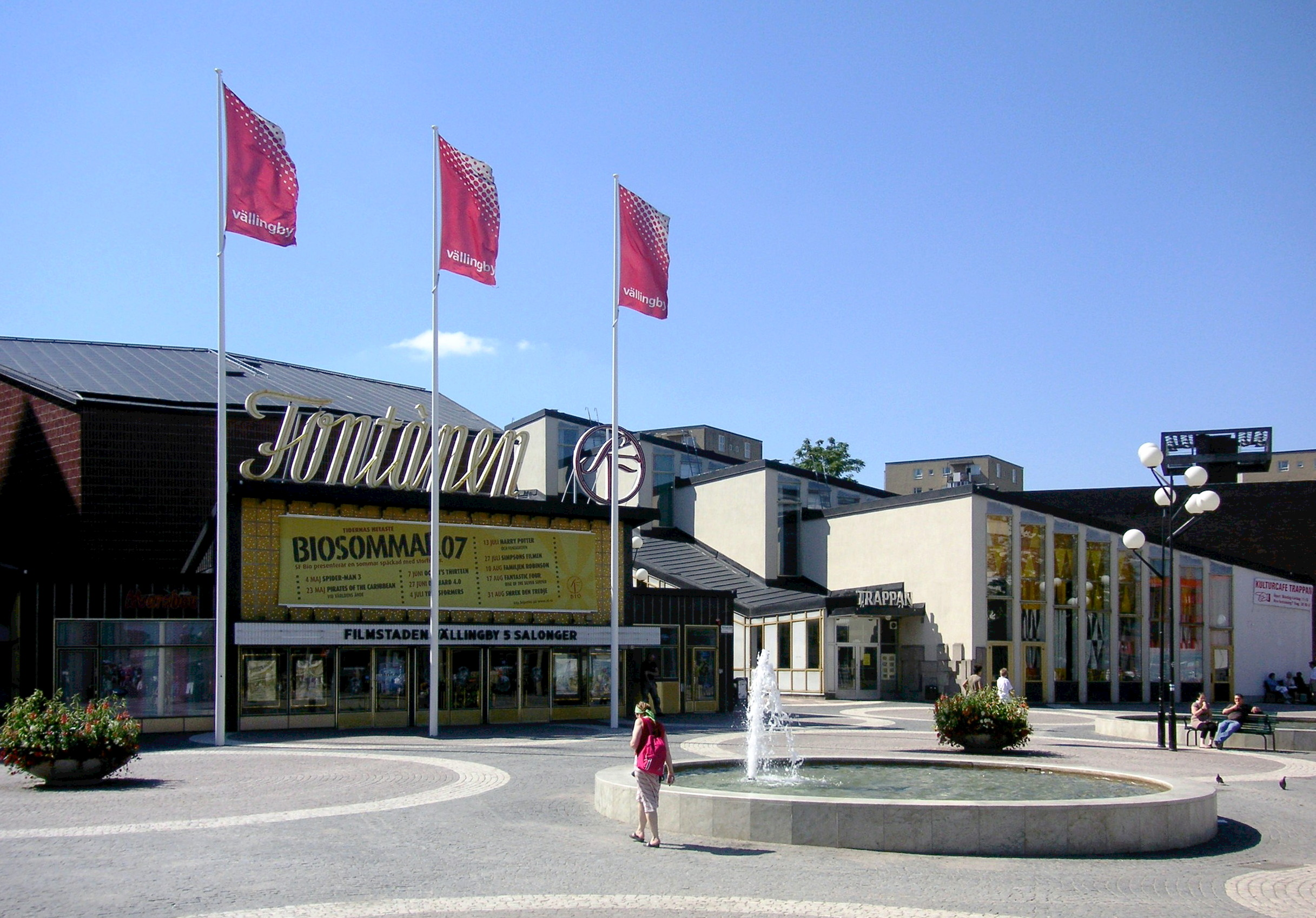
Biografen Fontänen
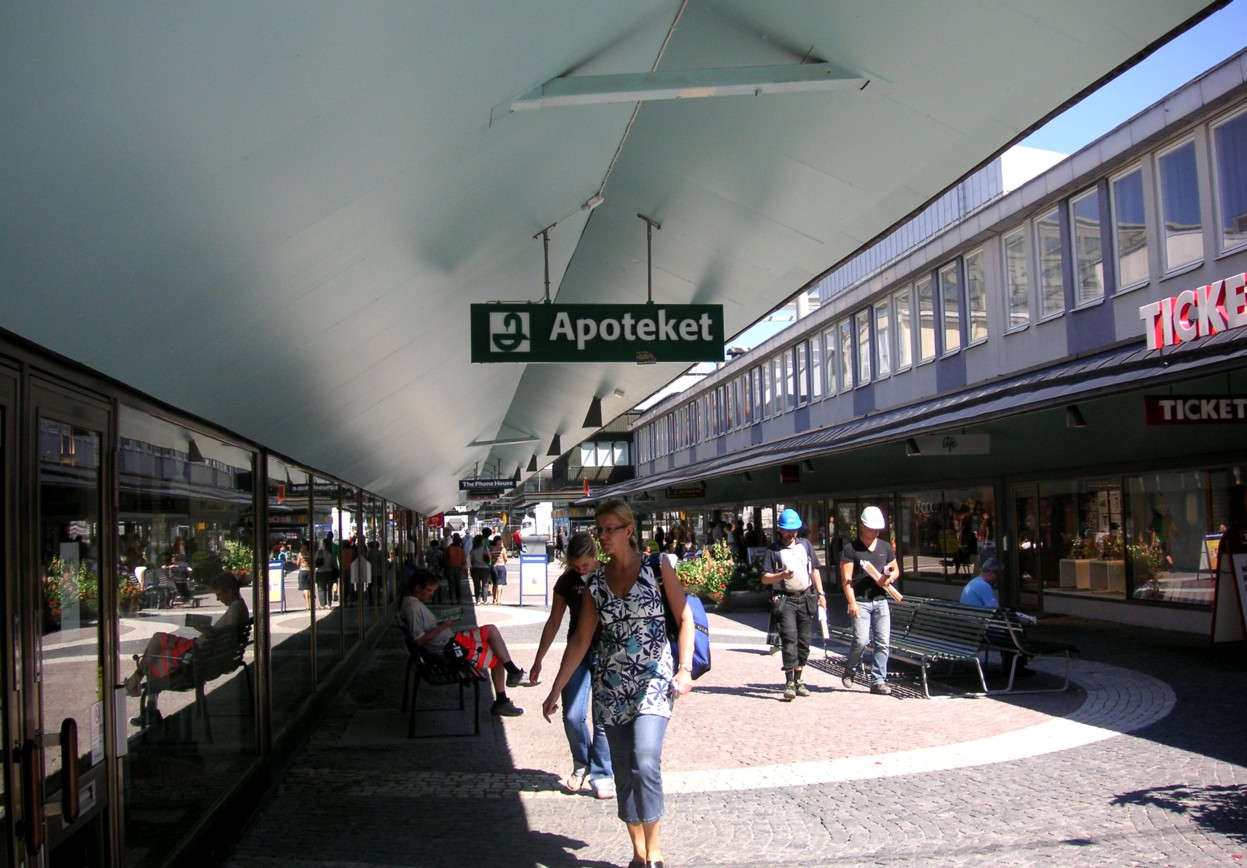
Renoverade skärmtak
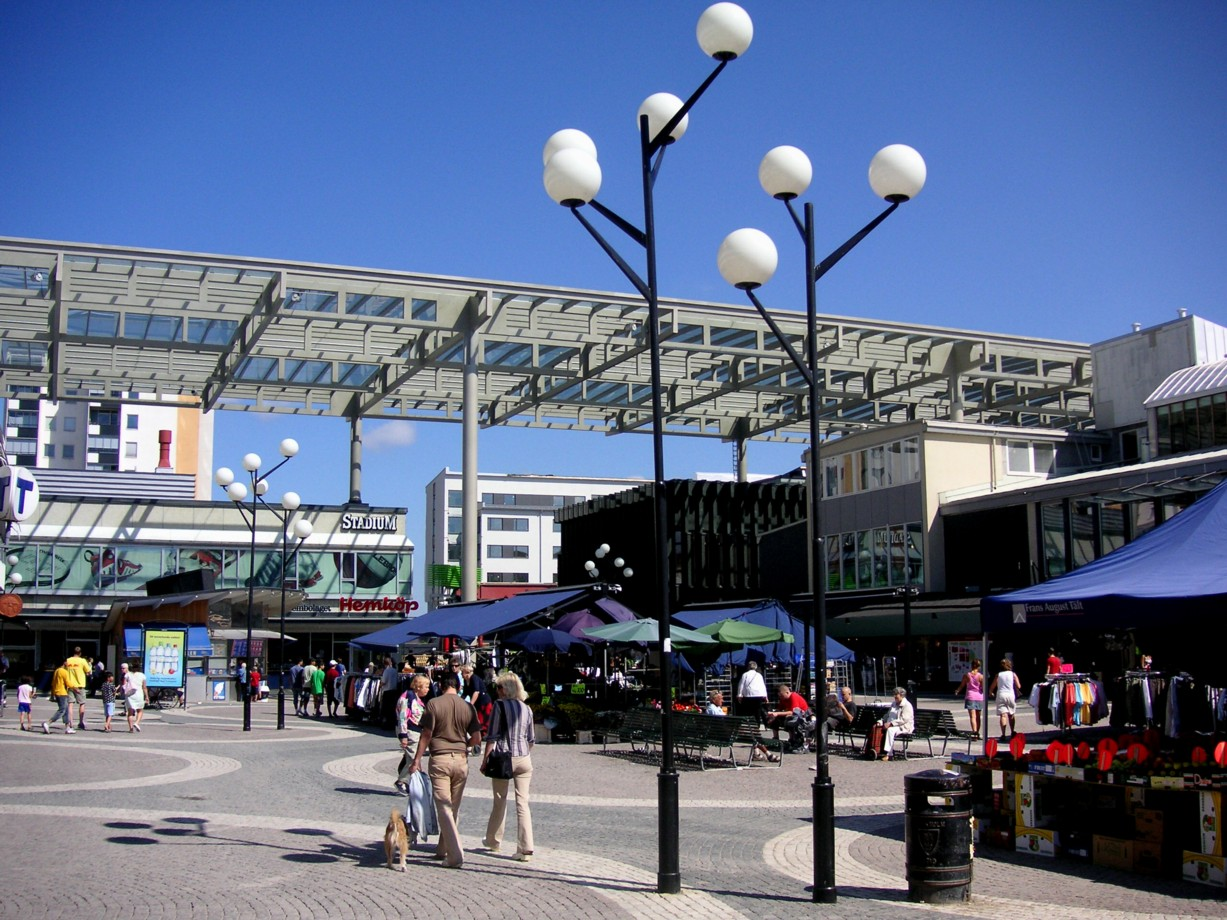
Gammalt möter nytt
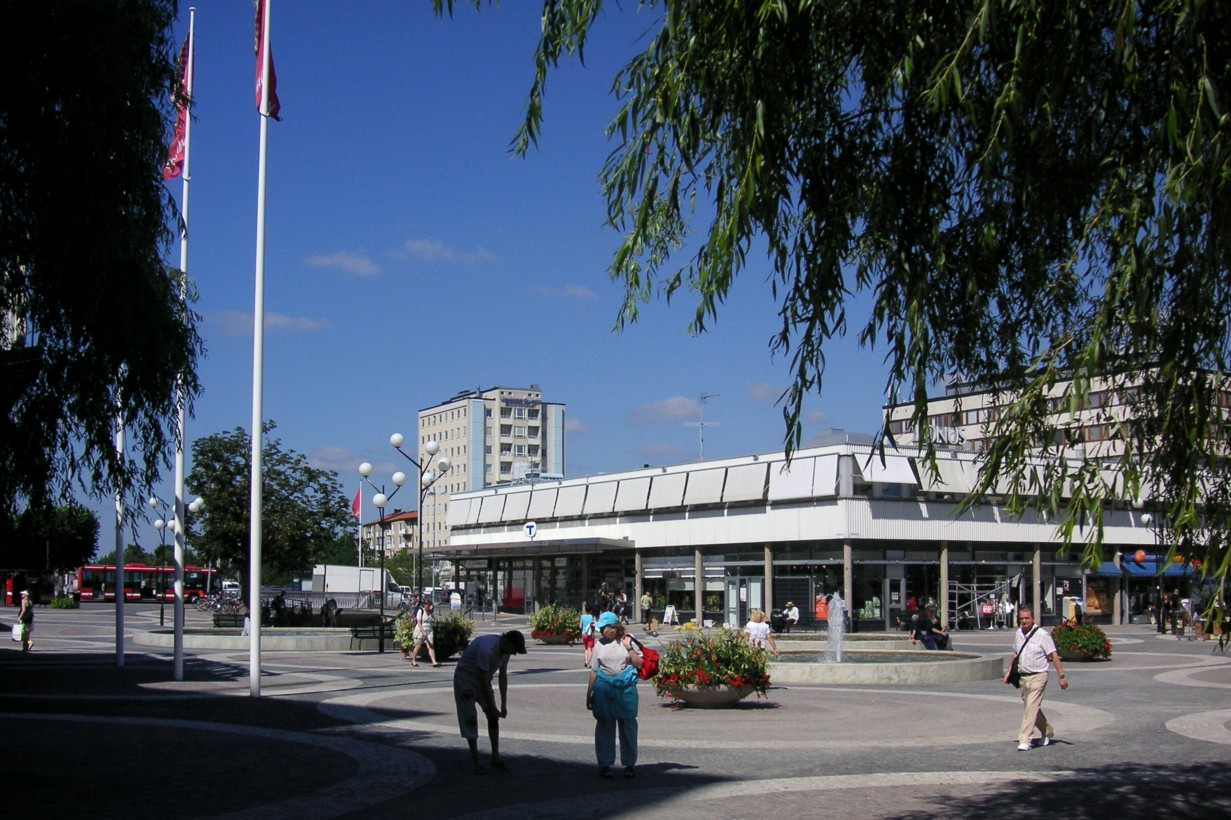
Vällingby centrum 2007